# Schiffsunglück bei Nouadhibou
Beim Schiffsunglück bei Nouadhibou sank am 4. Dezember 2019 ein Boot in der Nähe der mauretanischen Stadt Nouadhibou. Dabei starben mindestens 62 der etwa 195 Passagiere. 85 Menschen konnten sich an Land retten. Das Boot war auf dem Weg von Gambia zu den Kanarischen Inseln.

## Unglück
Wie die Internationale Organisation für Migration (IOM) mitteilte, sank am 4. Dezember ein Fischerboot etwa 25 km nördlich der mauretanischen Stadt Nouadhibou, als es sich der mauretanischen Küste näherte. An Bord des Schiffs seien etwa 195 Migranten gewesen. Davon wurden zunächst 58, später 62 Todesopfer bestätigt, darunter vermutlich auch der Kapitän des Schiffs. 85 Personen, darunter zwei Frauen und mindestens 10 Minderjährige, hätten an Land schwimmen können. Die Überlebenden wurden vom IOM versorgt. 79 der Überlebenden stammten aus Gambia, sechs aus Senegal. 54 Menschen wurden vermisst, darunter 12 Senegalesen. Die meisten Passagiere seien zwischen 20 und 30 Jahre alt gewesen.
Das Schiff legte am 27. November in der gambischen Hafenstadt Barra ab und befand sich auf dem Weg zu den Kanarischen Inseln. Es wollte in Mauretanien anlegen, um Treibstoff und Essen an Bord aufzunehmen. Mehrere Dutzend der Opfer stammten aus Barra und umliegenden Orten.
Einem Medienbericht zufolge habe der Besitzer des Schiffs 700 US-Dollar pro Passagier verlangt und sei mit 130.000 Dollar geflohen.

## Reaktionen
Der gambische Präsident Adama Barrow bezeichnete das Unglück als nationale Tragödie und versprach die strafrechtliche Verfolgung der Schuldigen. Zudem kündigte er Unterstützung der Überlebenden an. Später berichtete die gambische Polizei, eine Task Force einrichten zu wollen.
Die Afrikanische Kommission der Menschenrechte und der Rechte der Völker (ACHPR) forderte die gambische Regierung dazu auf, Maßnahmen gegen die Fluchtursachen zu ergreifen.

## Hintergrund
Nach Angaben des IOM seien 2019 bis dato 158 Migranten bei 11 Schiffsunglücken an der afrikanischen Westküste zwischen Kap Verde und den Kanarischen Inseln gestorben. Zwischen 2005 und 2010 sei die Zahl der Toten noch höher gewesen, da viele Menschen versucht hätten, die Kanarischen Inseln zu erreichen, um dort Asyl zu beantragen.
Laut IOM seien zwischen 2014 und 2018 rund 35.000 Menschen aus Gambia nach Europa geflüchtet. Das Land wurde bis Januar 2017 repressiv von Yahya Jammeh regiert und leidet unter wirtschaftlichen Problemen, die zur Emigration führen. Daher dächten viele junge Gambier über Emigration nach.
Zwei Tage nach dem Schiffsunglück wurde ein anderes Boot mit 190 gambischen Migranten von den mauretanischen Behörden gestoppt. Die Passagiere wurden gemeinsam mit den Überlebenden nach Gambia zurückgebracht.